# Конкретный убийца
«Конкретный убийца» (англ. Totally Killer) — американский комедийный слэшер 2023 года режиссёра Нахнатчки Кхан с Кирнан Шипкой в главной роли.

## Сюжет
Маньяк по прозвищу «Убийца 16-летних» возвращается спустя 35 лет после первого убийства, чтобы забрать ещё одну жертву. Ей становится мать старшеклассницы Джейми. С помощью машины времени девушка отправляется в 1987 год и объединяется с юной версией своей матери, чтобы остановить убийцу.

## В ролях
- Кирнан Шипка — Джейми Хьюз / Колетт
- Оливия Холт — Пэм Миллер

## Производство и премьера
Съёмки фильма проходили с 12 мая по 23 июня 2022 года в Ванкувере.
Премьера состоялась 28 сентября 2023 года на кинофестивале Fantastic Fest. 6 октября 2023 года фильм вышел на Prime Video.